# ЛВС-97
ЛВС-97 (Ленінградський вагон стикований проєкту 1997 року; 71- 147 по ЄСКПС) — серійна модель російського пасажирського шестивісного трамвайного вагона.
Випускалася на Петербурзькому трамвайно-механічному заводі (ПТМЗ) з 1997 по 2004 рік.
Станом на червень 2023 року 6 трамвайних вагонів ЛВС-97К працюють у Санкт-Петербурзі. Раніше експлуатувалися в Коломні (2 вагони ЛВС-97К) і Красноярську (2 вагони ЛВС-97К); один вагон ЛВС-97М проходив випробування у Вітебську, після чого повернули до Санкт-Петербурга.

## Історія

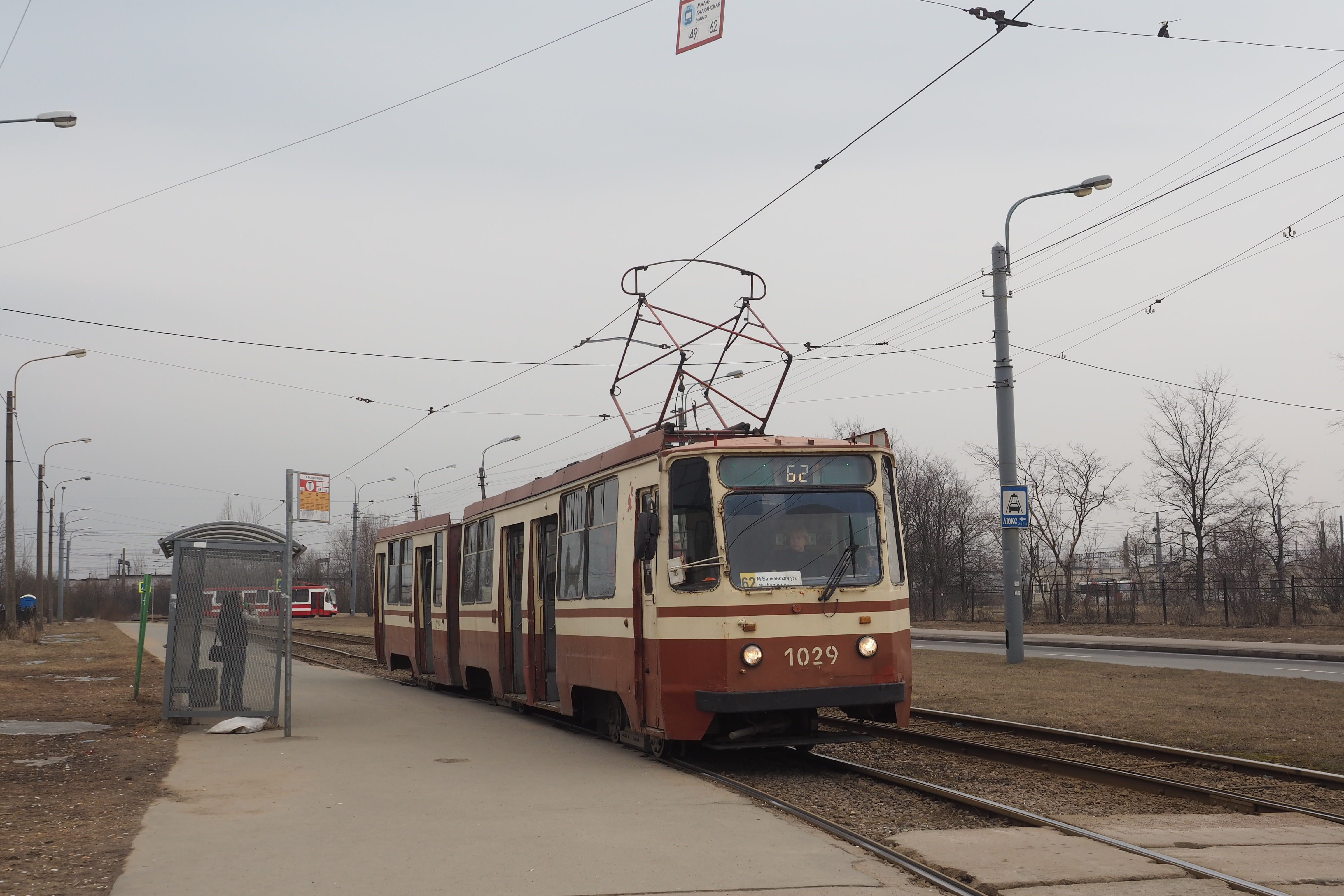
ЛВС-97 в Петербурзі, вигляд спереду

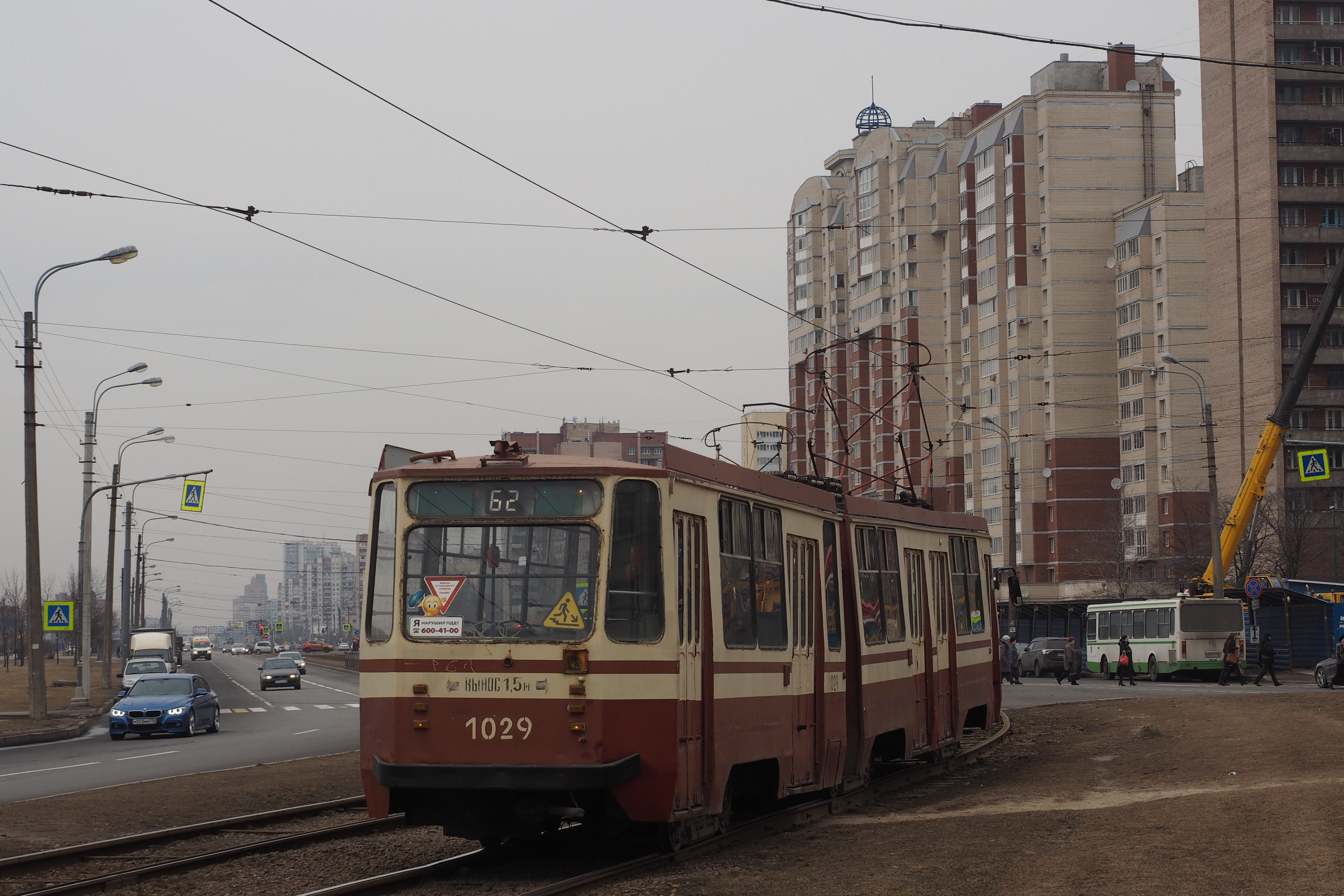
ЛВС-97 в Петербурзі, вигляд ззаду

Досвід будівництва вагонів ЛВСГ-90 і ЛВС-93 з навісними вузлами зчленування дав позитивні результати. Опорний візок стали виконувати аналогічно моторним з прямими поздовжніми балками. У вересні 1997 року під керівництвом головного конструктора Фокіна І. І. було побудовано досвідчений шестивісний пасажирський вагон моделі 71-147 (ЛВС-97К). Презентація вагона була присвячена параду на честь 90-річчя трамвая в Санкт-Петербурзі.
Особливостями нового вагона стали компонування кузова, виконаного аналогічно ЛВС-8-2-93, але без переднього напівпричепа, застосування люмінесцентного освітлення салону та світлодіодних цифрових вказівників маршруту. Для покращення естетичного виду вагонів на даху вагона встановили металеві фальшборти, застосування яких дозволило приховати розміщене там електроустаткування. Уздовж кузова під вікнами по обох бортах вагона пропустили металеві гофровані молдинги. Їхня установка в першу чергу була пов'язана з технологією кріплення листів кузова.
З 1998 року стельові люки стали обрамляти пластиковими накладками. На вагонах, починаючи із зав. № 1507, в салонах замість поздовжніх сидінь стали встановлювати поперечні за схемою 1+1. У вагонів зав. № 1515—1517 (випуску 12.1999 — 02.2000) було збільшено площу торцевого скла шляхом вилучення софітних ящиків. Маршрутні покажчики почали монтувати у верхньому правому кутку. Із зав. № 1518 вагони стали випускатися з головною маскою, аналогічною раннім ЛМ-99, при цьому у вагонів зав. № 1521—1523 у кабіні та відразу за нею були змонтовані додаткові вузькі віконця.
В останніх трьох вагонів випуску 2001—2002 років (зав. № 1524, 1526 і 1527) лобова частина виконана за типом пізніх ЛМ-99, крім того, встановлені «планетарні» двері і змінено їх компонування в передньому піввагоні. Між двома і третіми дверима з'явилося додаткове вікно з місцем для кондуктора або двома сидіннями. Відновилися й сидіння: вони також від ЛМ-99.
З травня 2002 року виробництво вагонів ЛВС-97 зупинено через відсутність замовлень. Всього за 6 років збудовано 41 вагон ЛВС-97К, 2 вагони ЛВС-97М, 6 вагонів ЛВС-97А та 1 вагон ЛВС-97А-01.

## Технічні характеристики

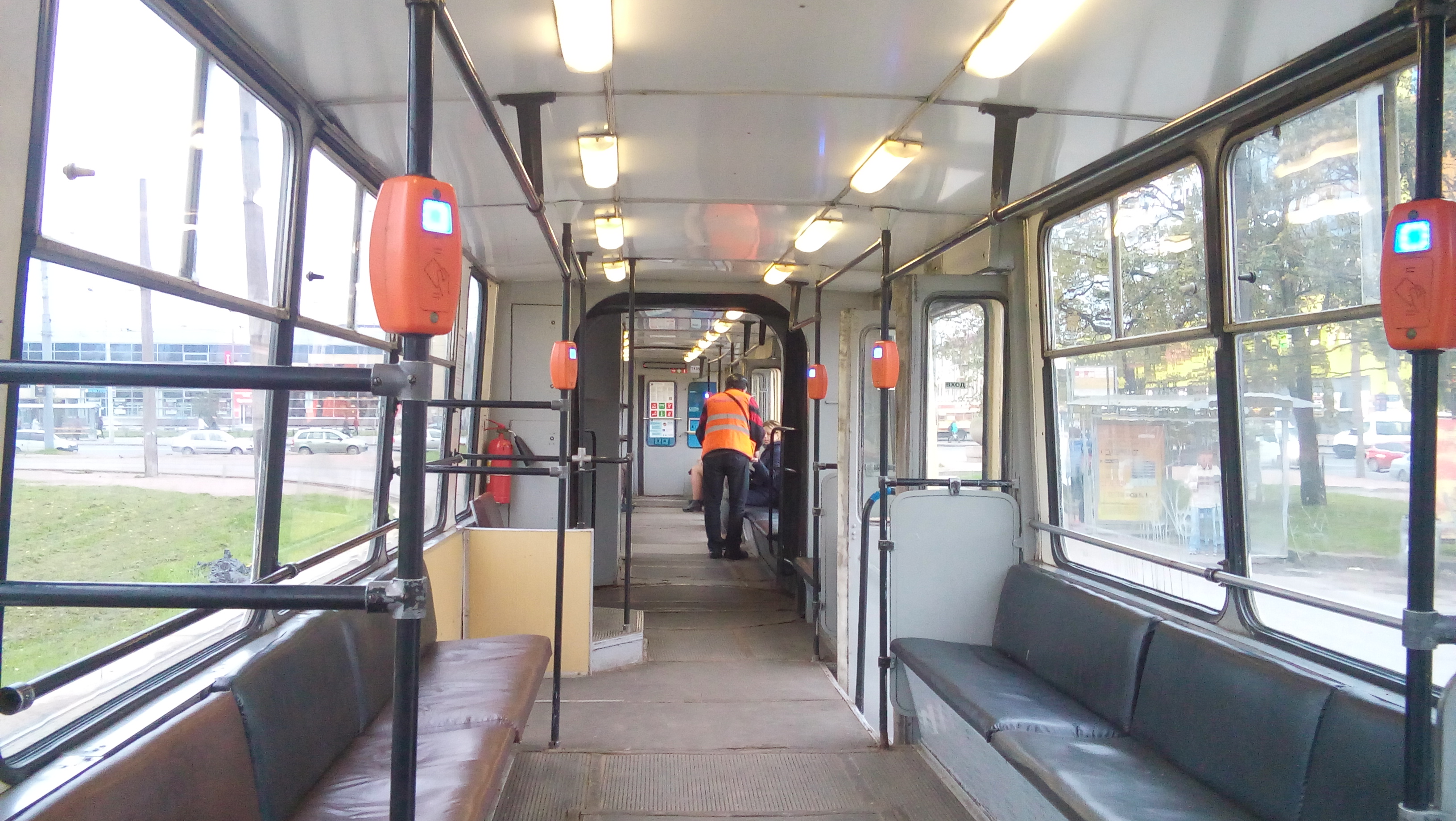
Інтер'єр трамвайного вагону ЛВС-97

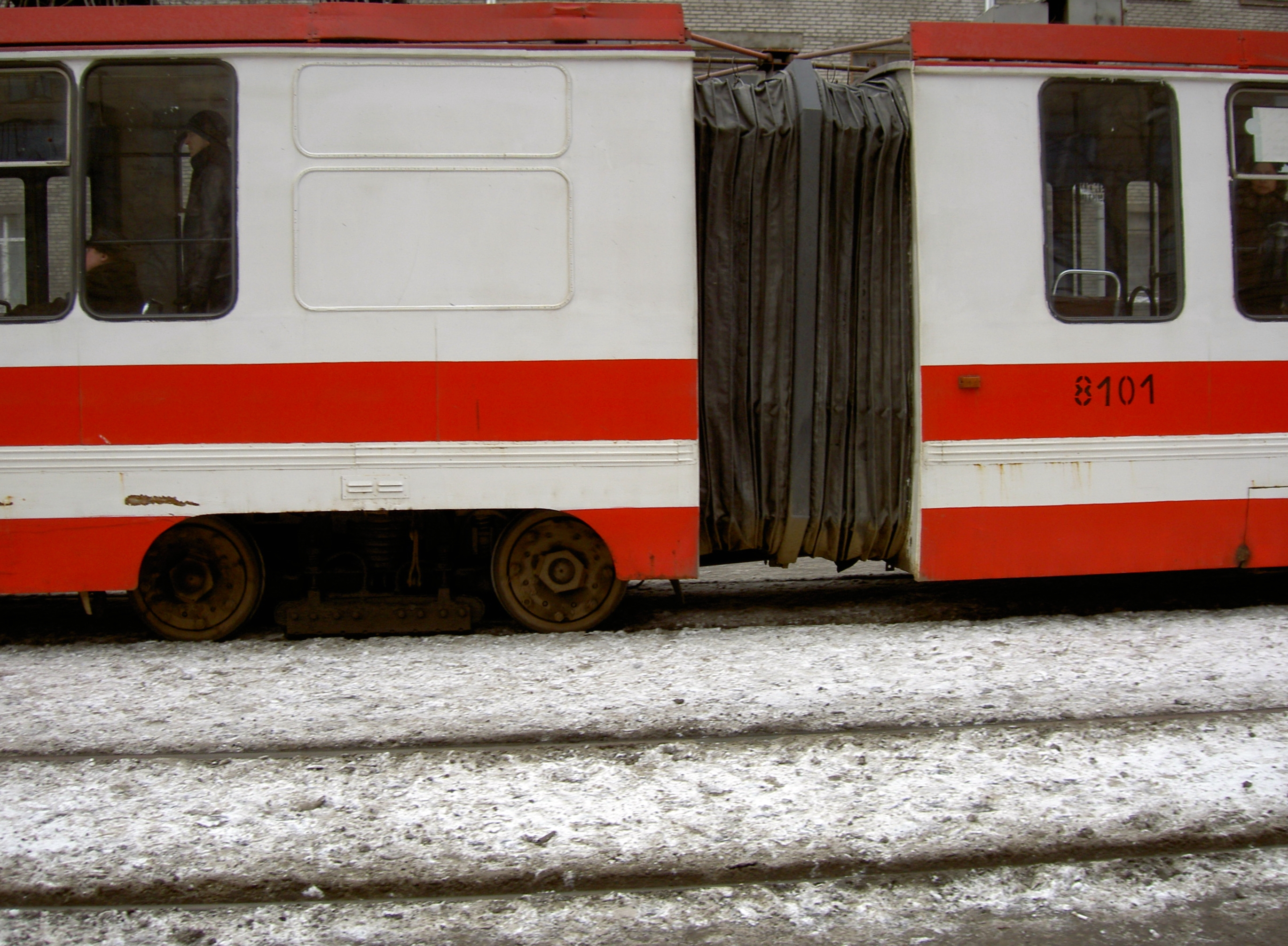
Вузол зчленування вагона 8101

ЛВС-97 — високопідлоговий (в одній з модифікацій — зі змінним рівнем підлоги) пасажирський шестивісний зчленований двосекційний односторонній трамвайний вагон для колії 1524 мм.
Має навісний вузол зчленування (задня секція спирається на один візок), а також більш плескату форму передньої та задньої частини, на відміну від ЛВС-86.
У кабіну водія є окремі двері, а перший вхід у салон впритул пересунутий до наступного.
З 2000 року вагони випускалися зі склопластиковим облицюванням переду, а з 2002 року — з іншим розташуванням дверей у першій секції (як у ЛМ-99).
Як струмоприймач встановлювався пантограф, випробовувався також струмоприймач ТПБ.

## Експлуатація
Станом на 2022 трамваї ЛВС-97 працюють тільки в Санкт-Петербурзі. До 2014 року два вагони ЛВС-97К 1998 року випуску працювали в Коломні, до 2010 року два вагони ЛВС-97К 1998 року випуску експлуатувалися у Красноярську.
У травні 1999 і листопаді 2000 — березні 2001 року вагон ЛВС-97М 1998 року випуску працював у Вітебську, але більшу частину часу простоював у трамвайному парку через різні неполадки. У 2001 році повернуто назад на завод, де був переобладнаний у ЛВС-97А і до списання працював у Санкт-Петербурзі за номером 0608.
Вагон ЛВС-97М № 5087 у Санкт-Петербурзі теж часто простоював у парку та у 2015 році був переданий до Музею міського електричного транспорту.
Вагони ЛВС-97А, випущені у кількості 6 штук, експлуатувалися лише у Санкт-Петербурзі з 1998 по 2021 рік.
З 2018 року починається масове списання вагонів даного типу після 15-20 років експлуатації через ненадійний вузол зчленування.

#### Капітально-відновлювальний ремонт
У вересні 2016 року було проведено перший КВР, оформлений за документами як АВР вагона ЛВС-97К № 8108.

## Модифікації

### ЛВС-97К

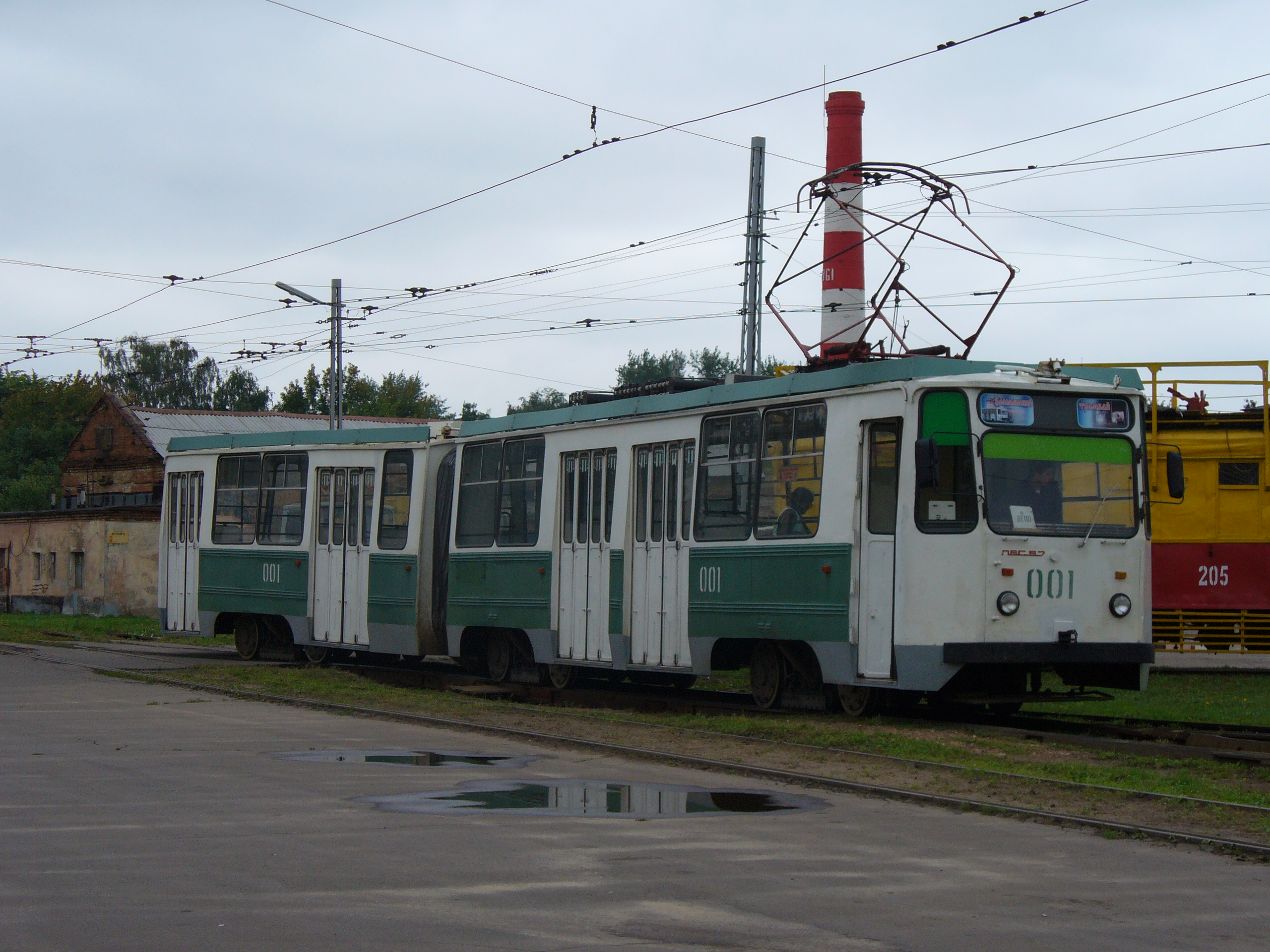
Трамвайний вагон ЛВС-97К (71-14701) випуску 1998 року в Коломні

Базова модель має реостатно-контакторну систему управління. Більшість вагонів надійшли до Санкт-Петербурга, з них 30 (0603, 0604, 0605, 0606, 1029, 1031, 5079, 5081, 5082, 5083, 5084, 5085, 5086, 10 04, 7105, 7106, 7107, 7108, 7109, 8101, 8104, 8105, 8106, 8107, 8109, 8111) списані. До 2014 року 2 таких вагони працювали в Коломні, ще 2 — у Красноярську до 2010 року.

### ЛВС-97М
Тиристорна система управління «МЕРА». Випущено 2 вагони у 1998 році. Один із них випробовувався в Вітебський трамвай, переданий назад до Санкт-Петербурга. Перероблений на ПТМЗ у ЛВС-97А із присвоєнням нового заводського номера, при цьому змінено двері входу в кабіну водія, також вагон отримав нову лицьову частину. Другий експлуатувався до 2014 року, а в жовтні 2015 переданий до музею.

### ЛВС-97А

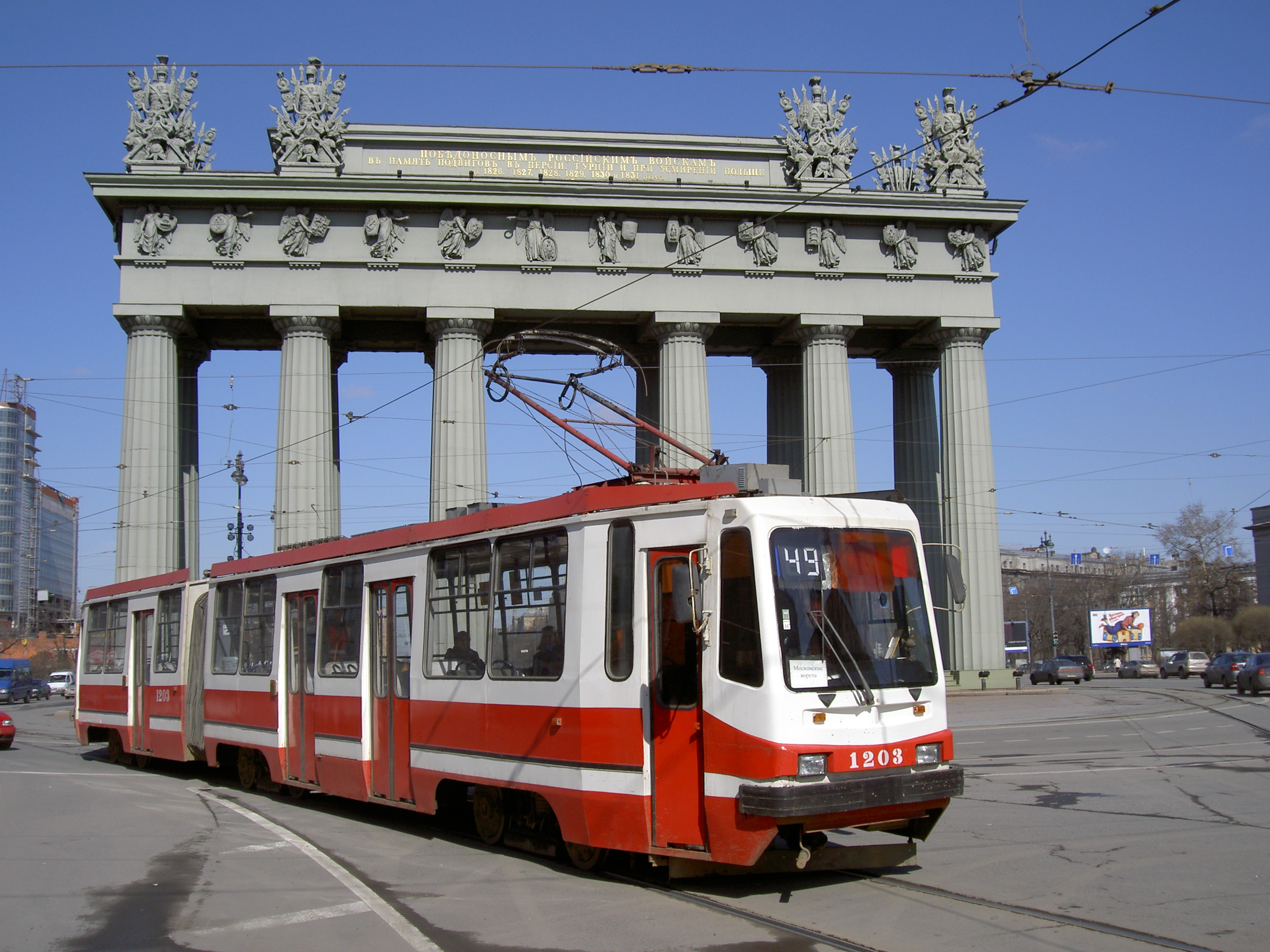
ЛВС-97А на площі Московські Ворота

Модифікація з асинхронними тяговими електродвигунами. У 1998—2003 рр. було випущено 6 вагонів для Санкт-Петербурга з різними варіантами дверей, дизайн передньої та задньої масок. У грудні 2021 року експлуатацію цієї моделі повністю припинено.

### ЛВС-97А-01

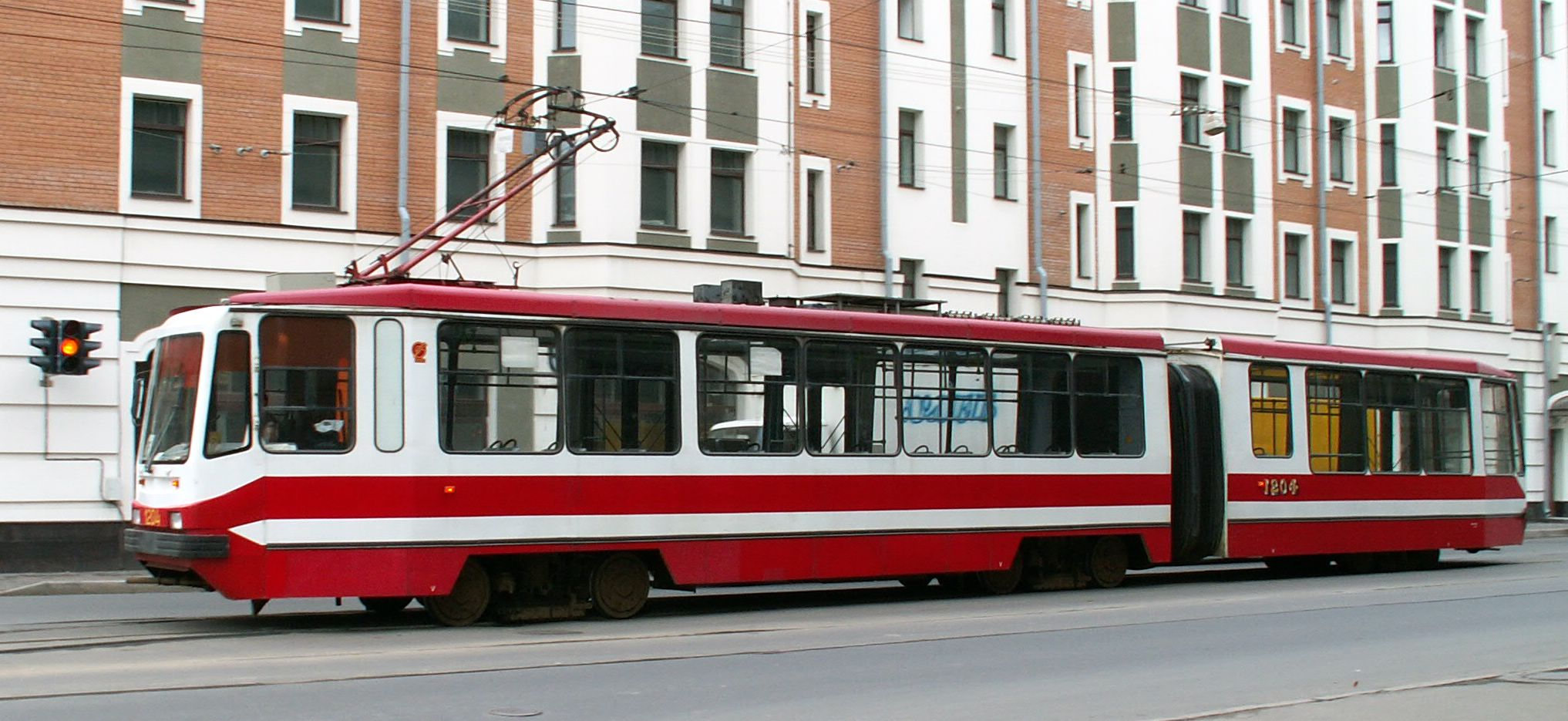
Трамвайний вагон ЛВС-97А-01 (71-151АН) з струмоприймачем ТПБ

Експериментальний вагон з асинхронними тяговими двигунами та низьким заднім майданчиком. Був побудований для Санкт-Петербурга у 2004 році та переданий до трамвайного парку № 1, де регулярно виходив на лінію до 2008 року під парковим номером 1204. На вагоні в другій секції стояв низькопідлоговий візок, що дозволило зробити секцію низькопідлоговою. Під час ремонту у 2008 році невдалий експериментальний візок замінили на звичайний, тим самим привівши вагон до компонування звичайного ЛВС-97А, проте з низькопідлоговим «кановим» — заднім майданчиком. Про те, яким вагон був до ремонту, нагадує лише знижену лінію скління без низької підлоги. Після ремонту вагон було передано до 7-го трамвайного парку, де й експлуатувався з квітня 2009 року по 11 грудня 2016 року під парковим номером 7100. 11.12.2016 постраждав у ДТП із загорянням, відновлення визнано недоцільним. Списано у жовтні 2018 року.

## Галерея

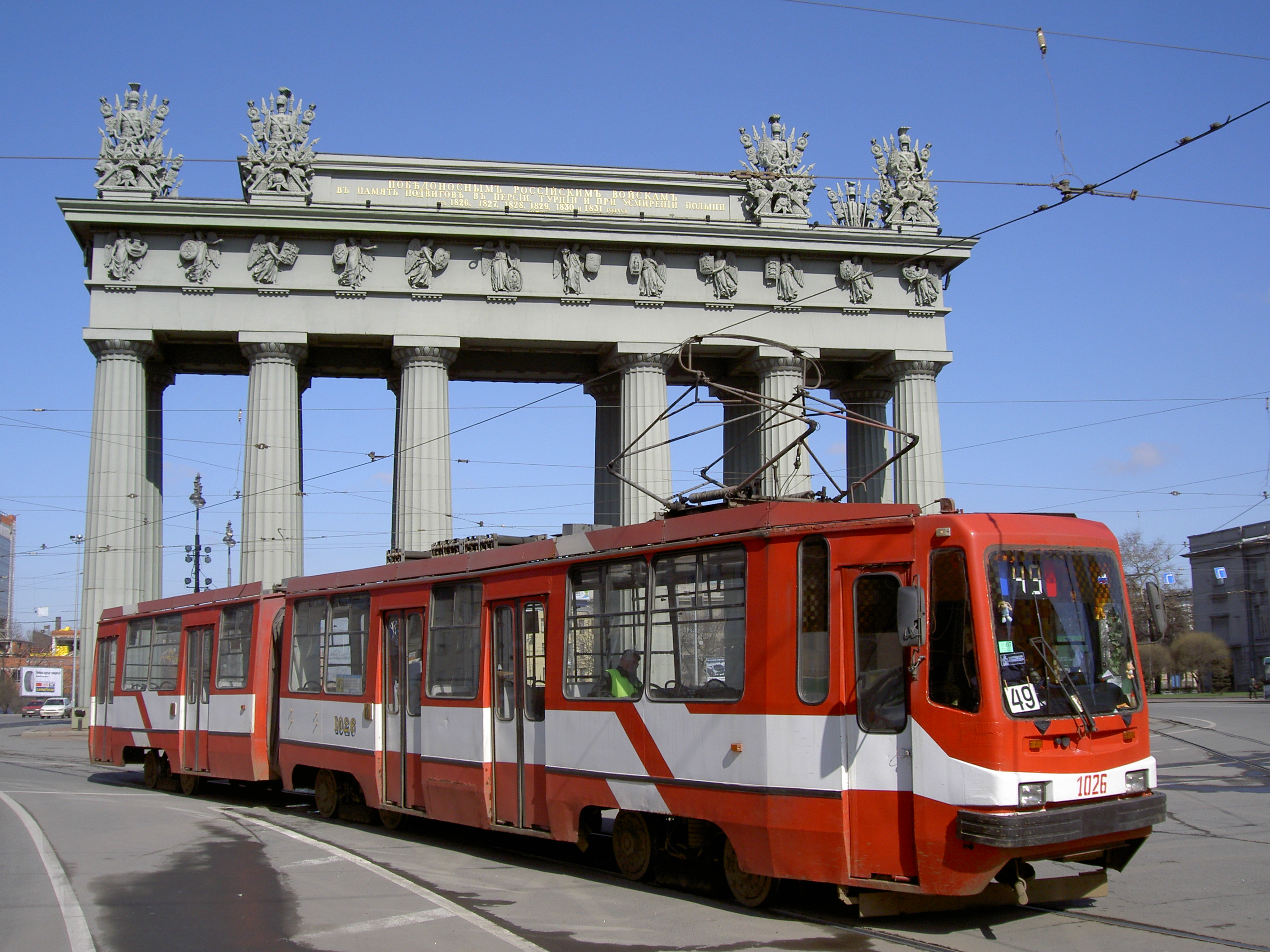
ЛВС-97А на площі Московські Ворота в Петербурзі
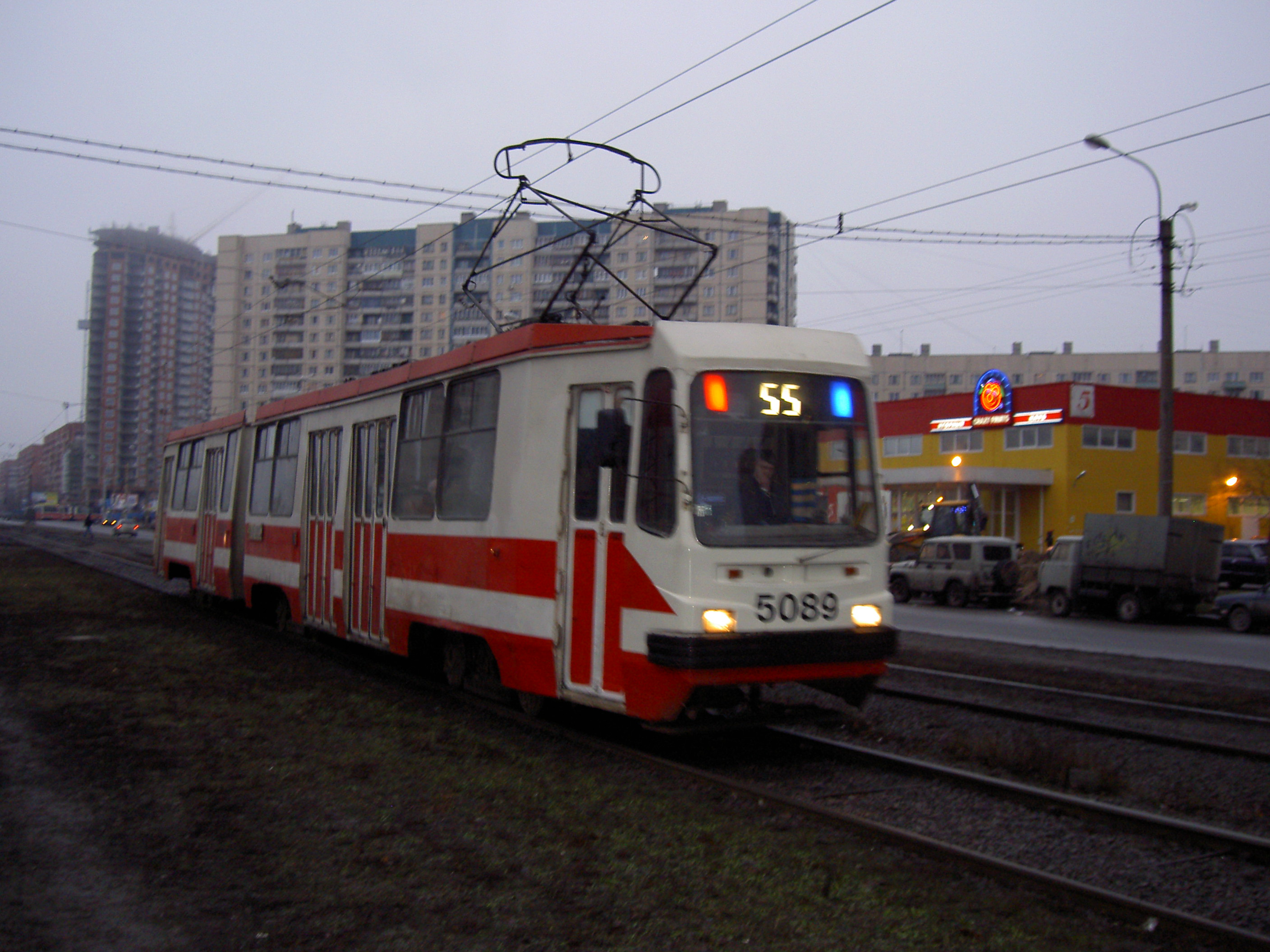
ЛВС-97К 2000 року випуску з новою маскою кабіни водія в Петербурзі
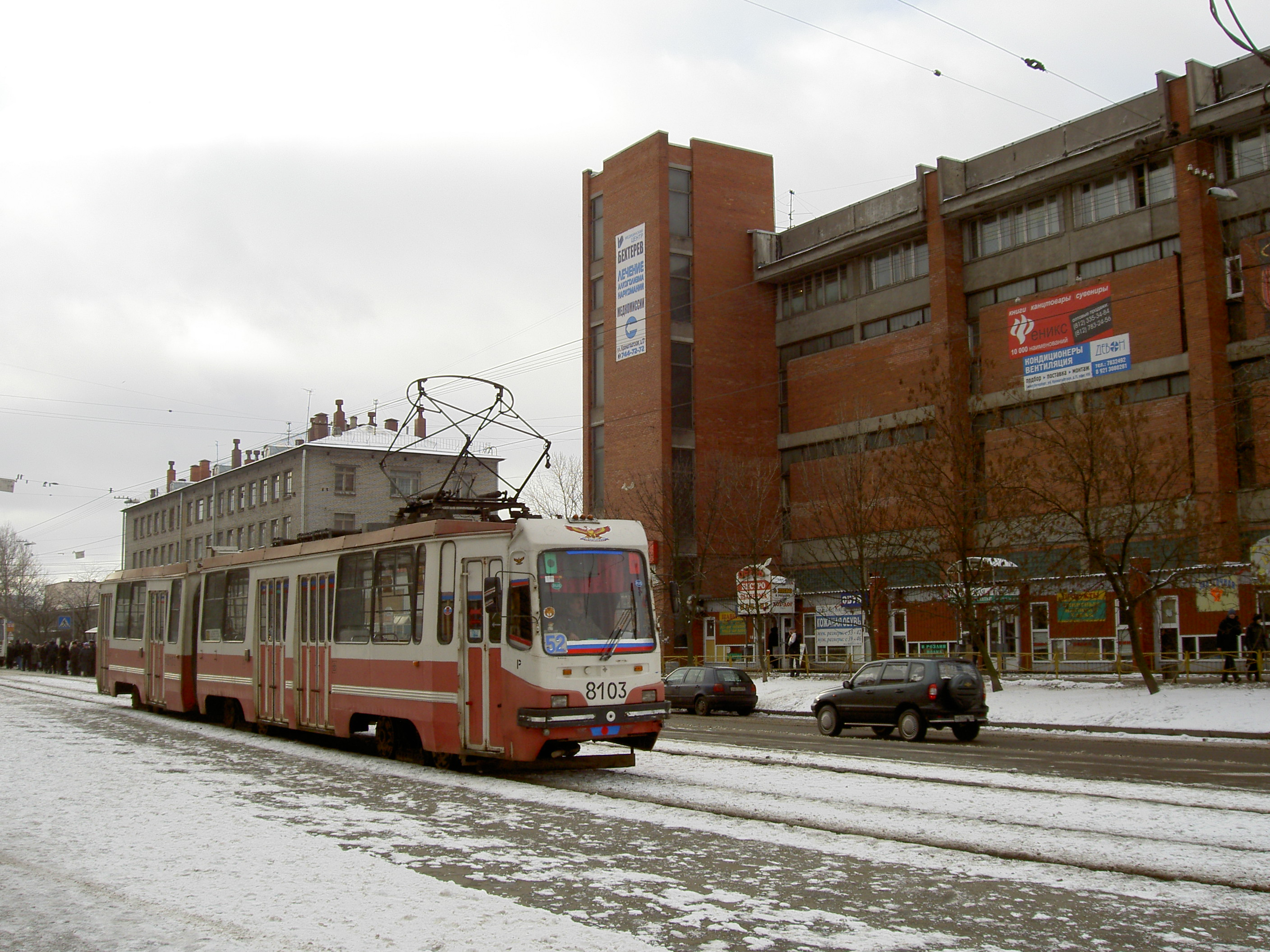
ЛВС-97К 2000 року випуску з новою маскою кабіни водія в Петербурзі
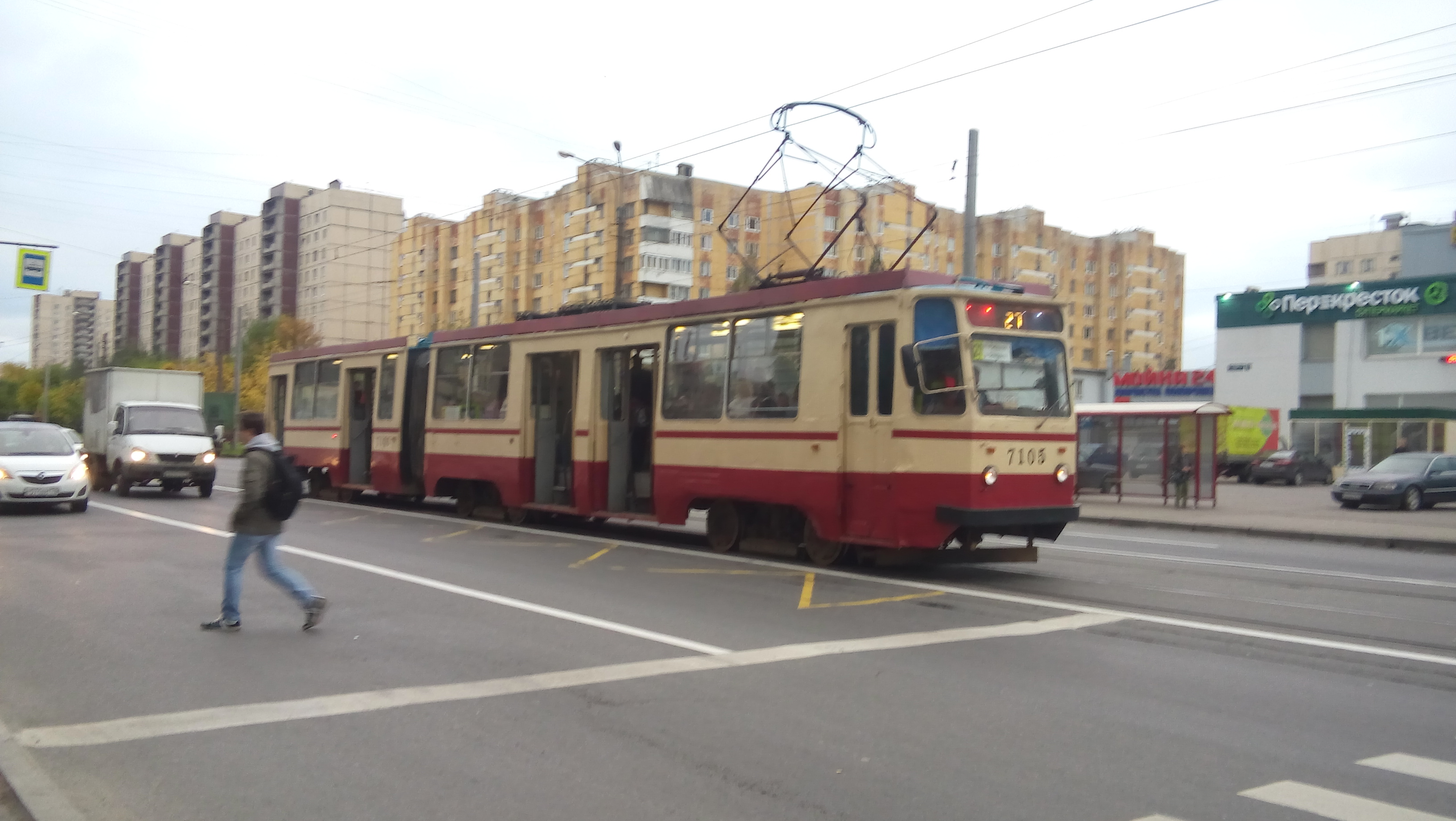
Трамвайний вагон ЛВС-97К в Петербурзі
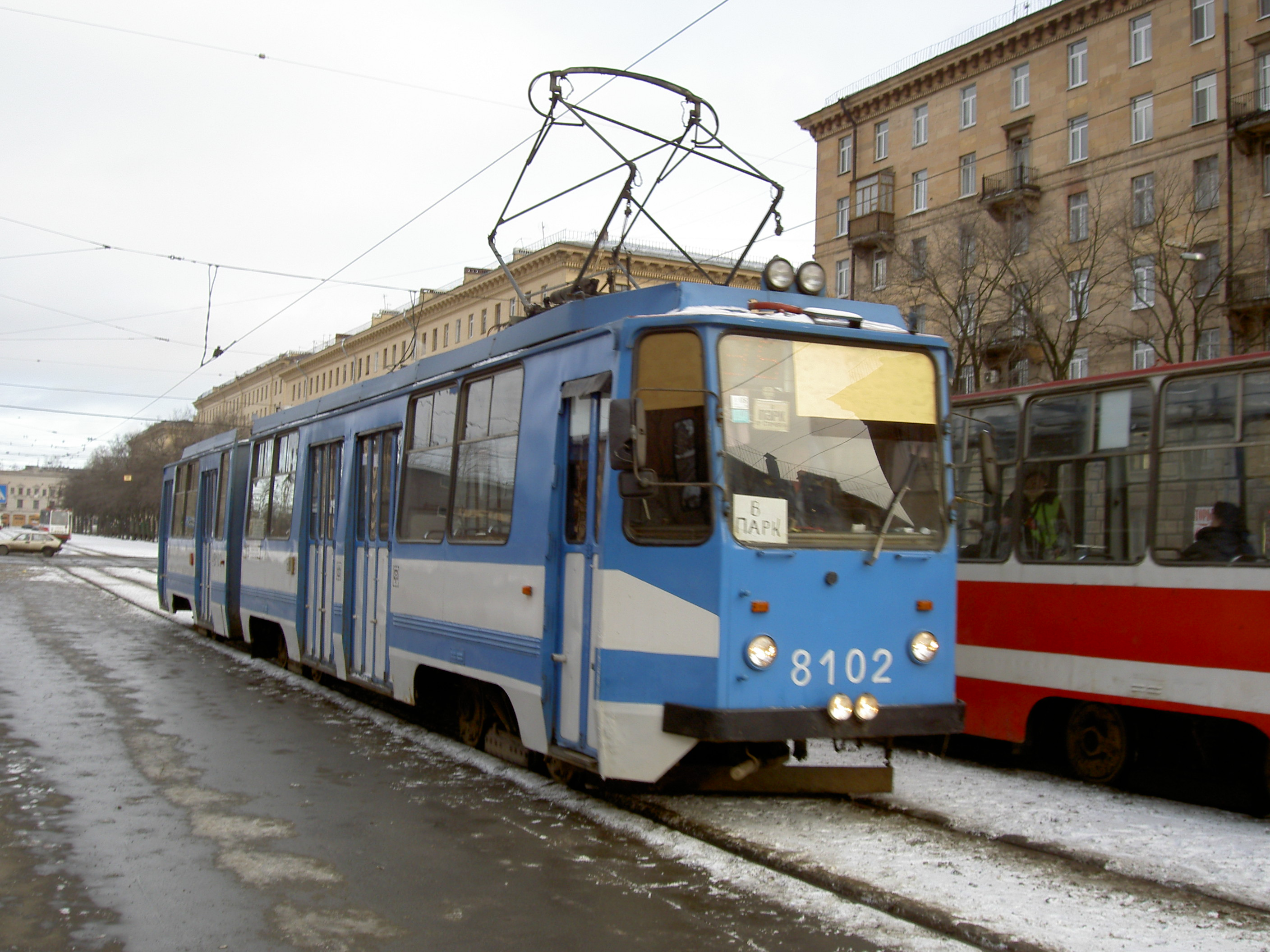
Трамвайний вагон ЛВС-97К в Петербурзі
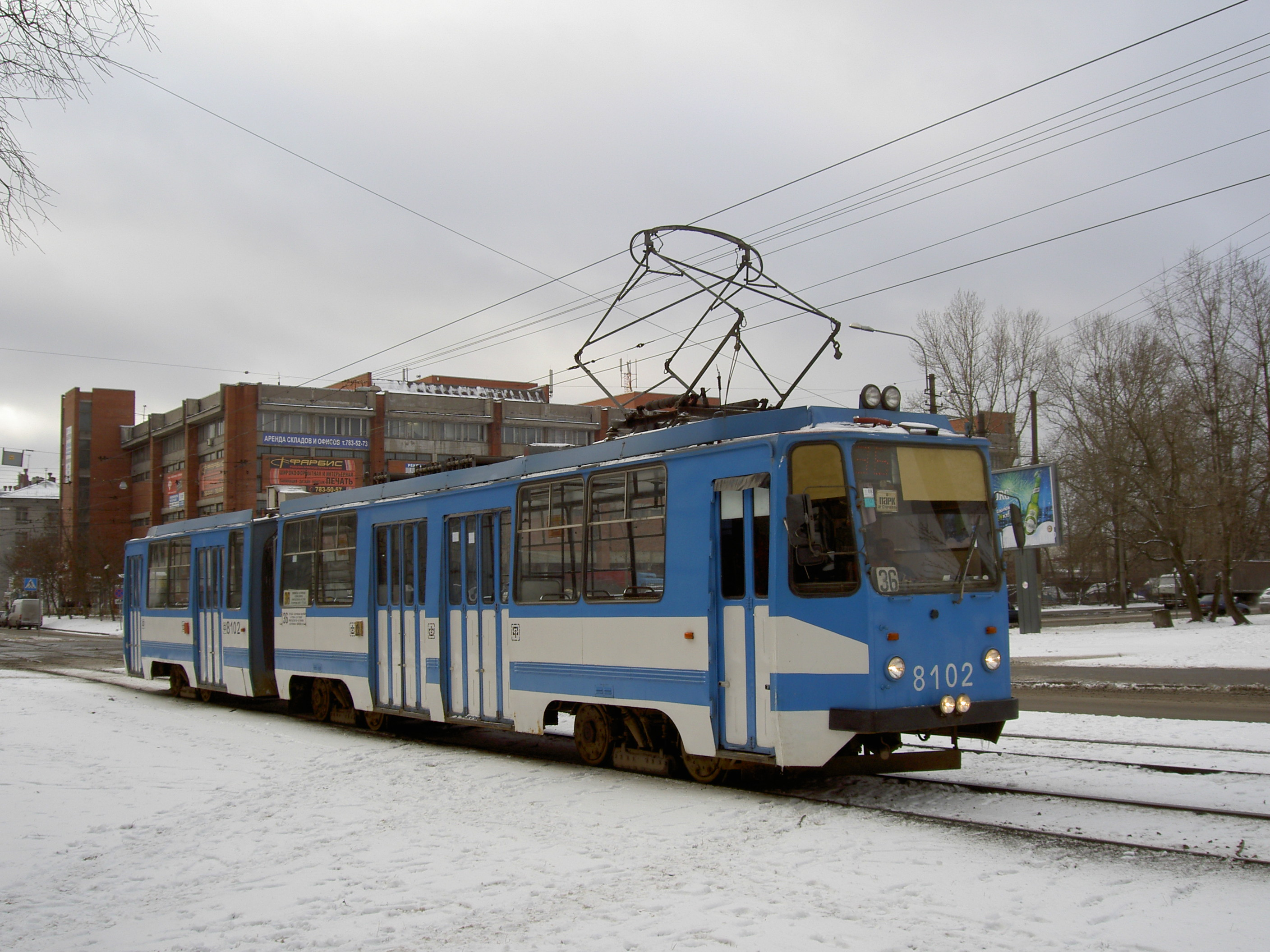
Трамвайний вагон ЛВС-97К в Петербурзі
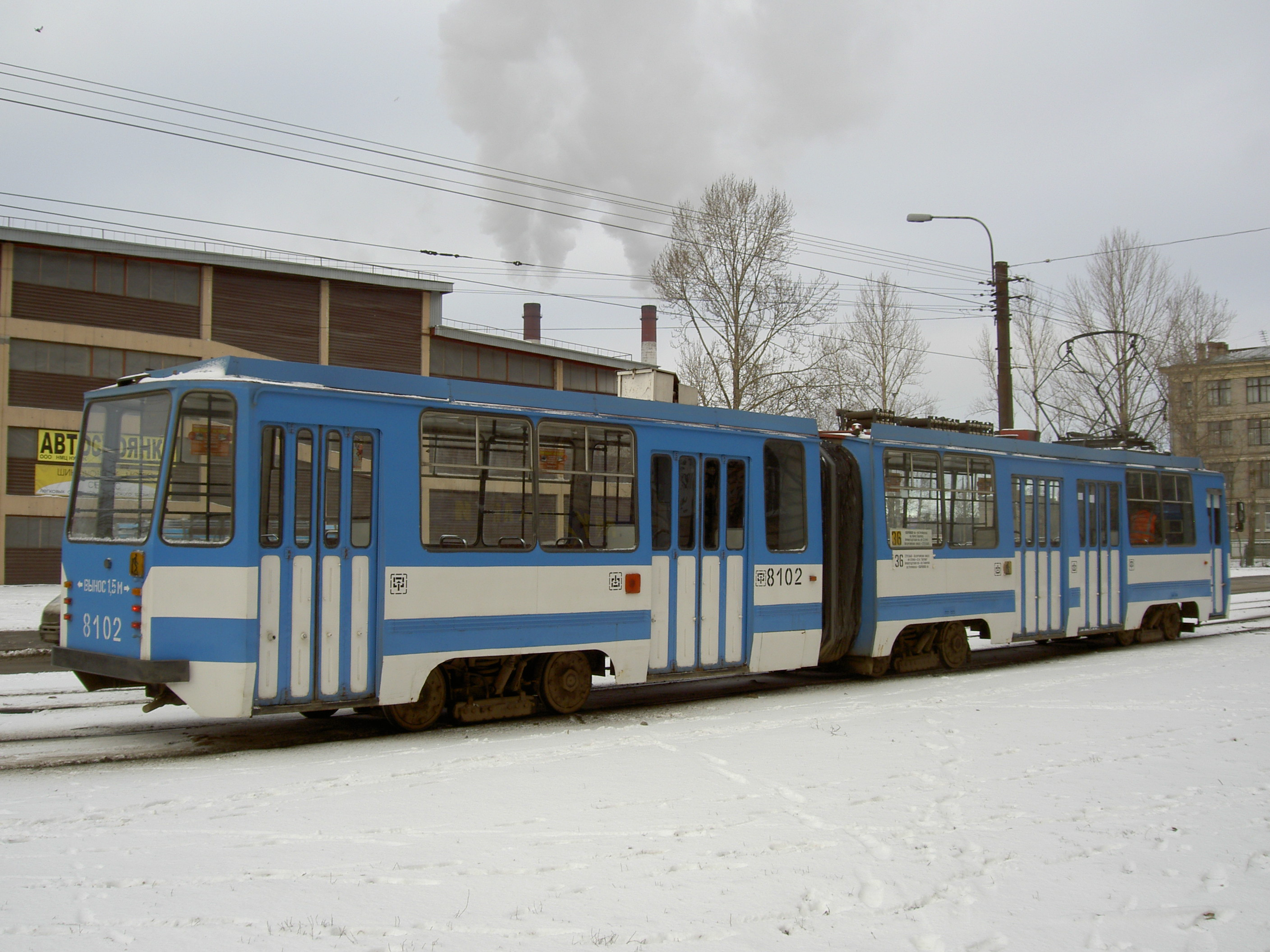
Трамвайний вагон ЛВС-97К в Петербурзі
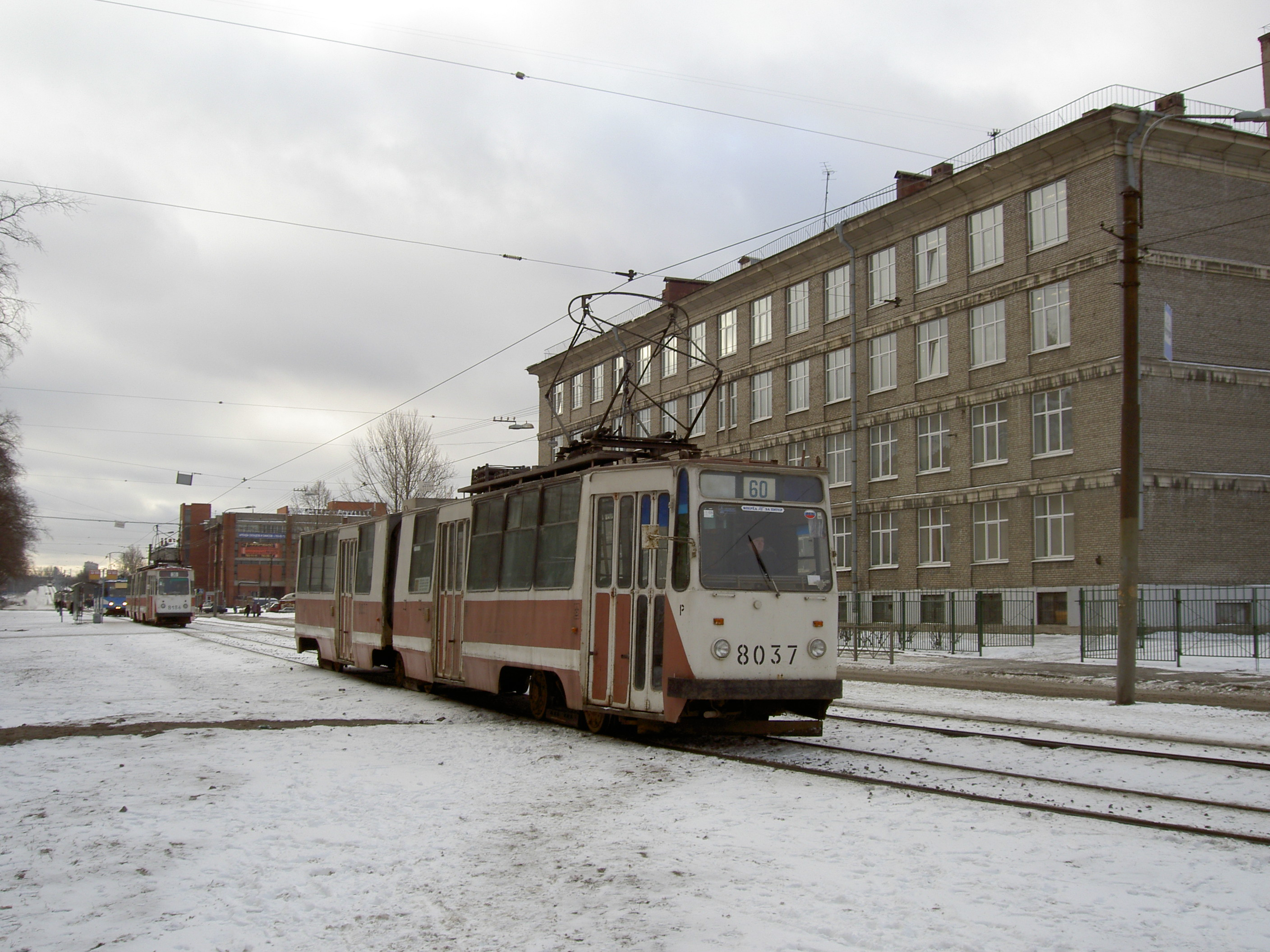
Трамвайний вагон ЛВС-97К в Петербурзі
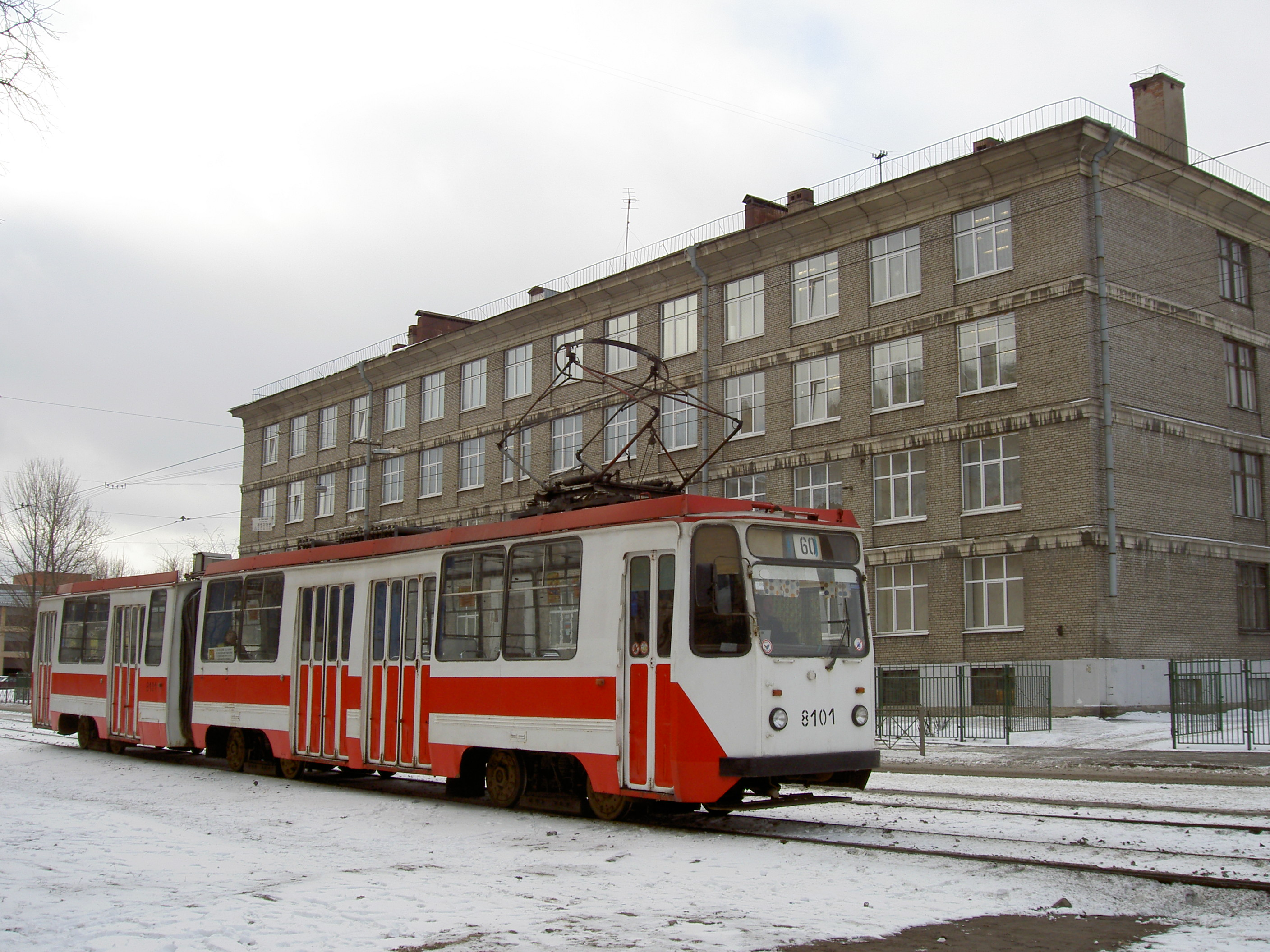
Трамвайний вагон ЛВС-97К в Петербурзі
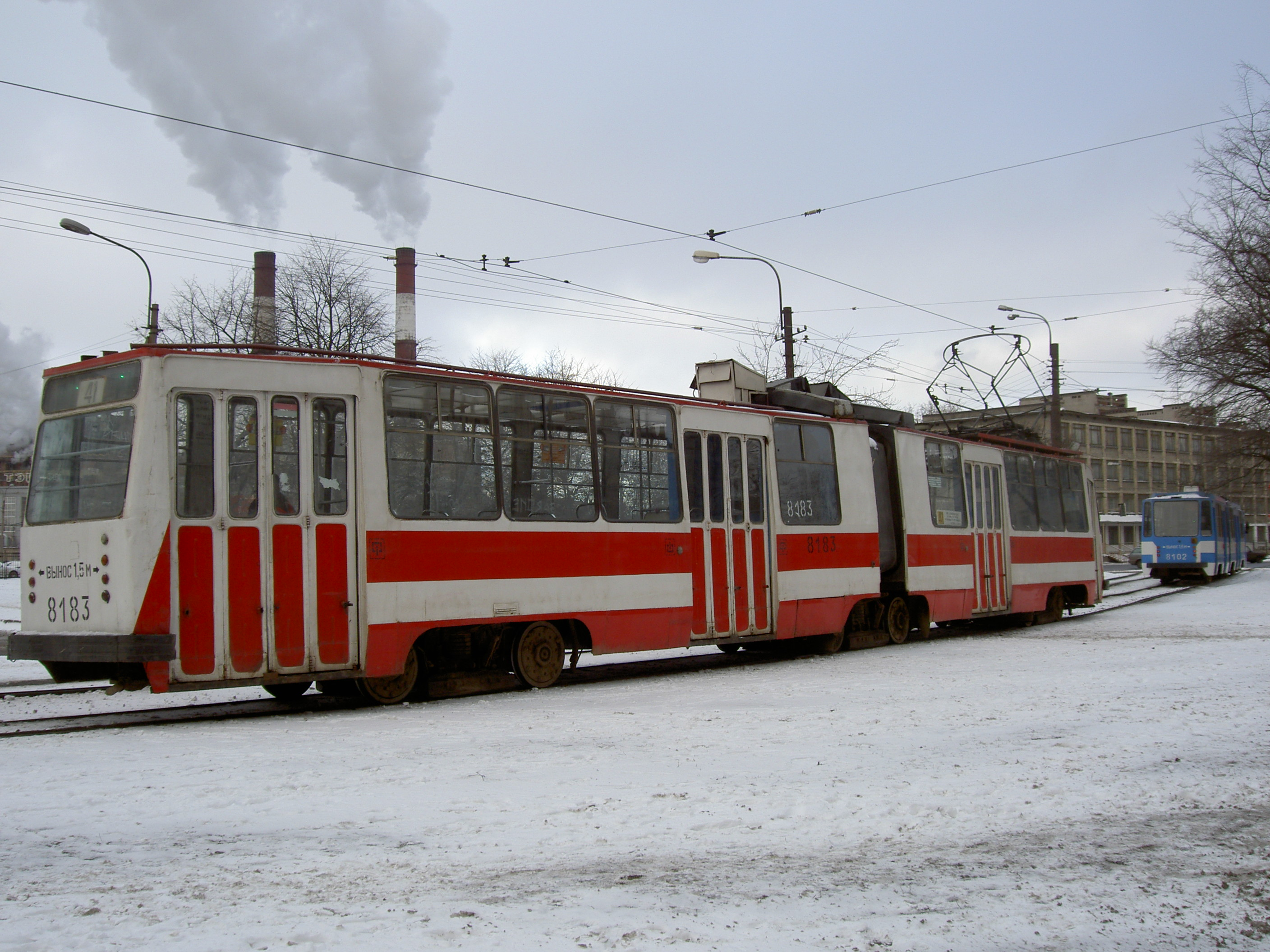
Трамвайний вагон ЛВС-97К в Петербурзі
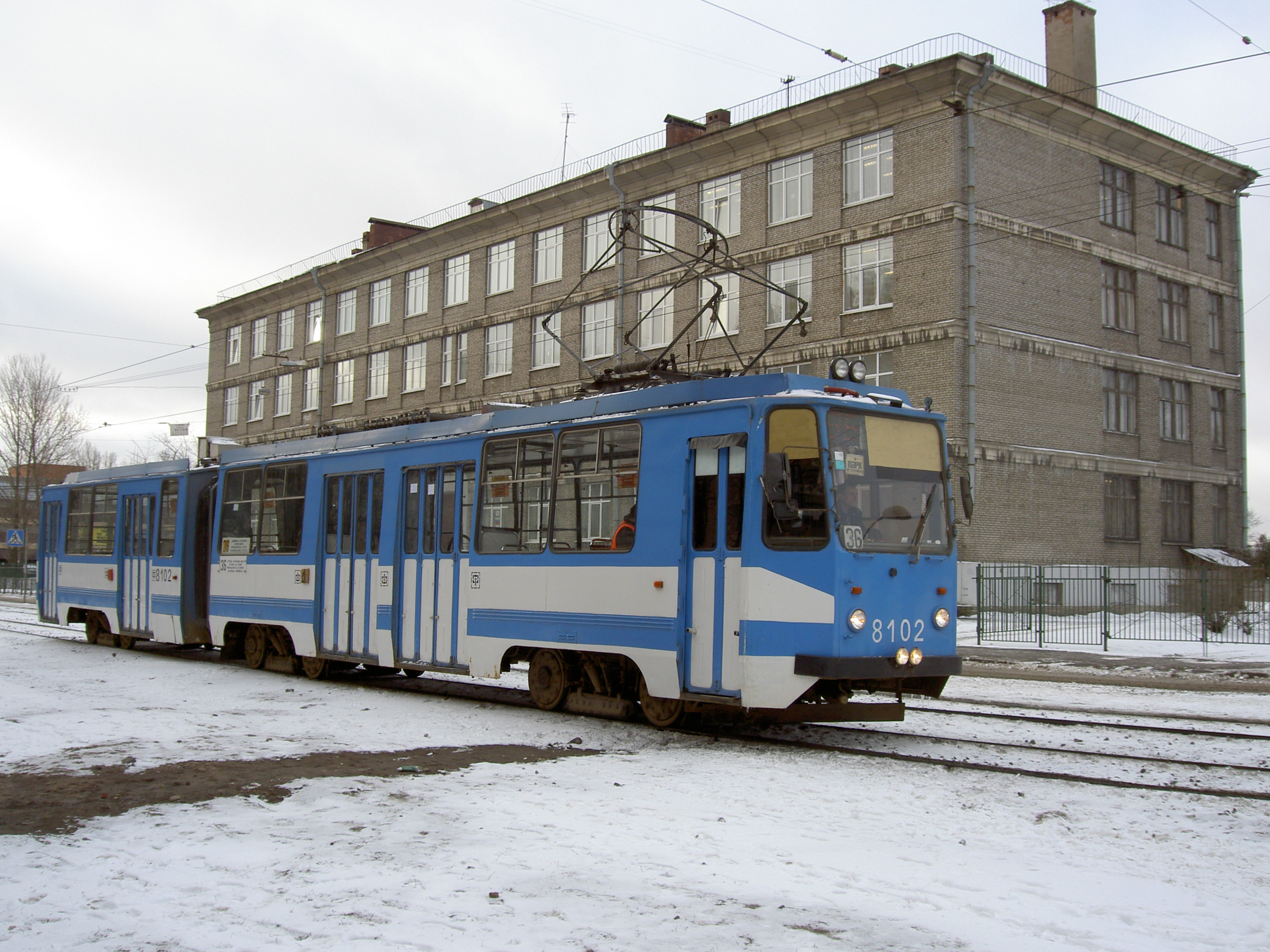
Трамвайний вагон ЛВС-97К в Петербурзі
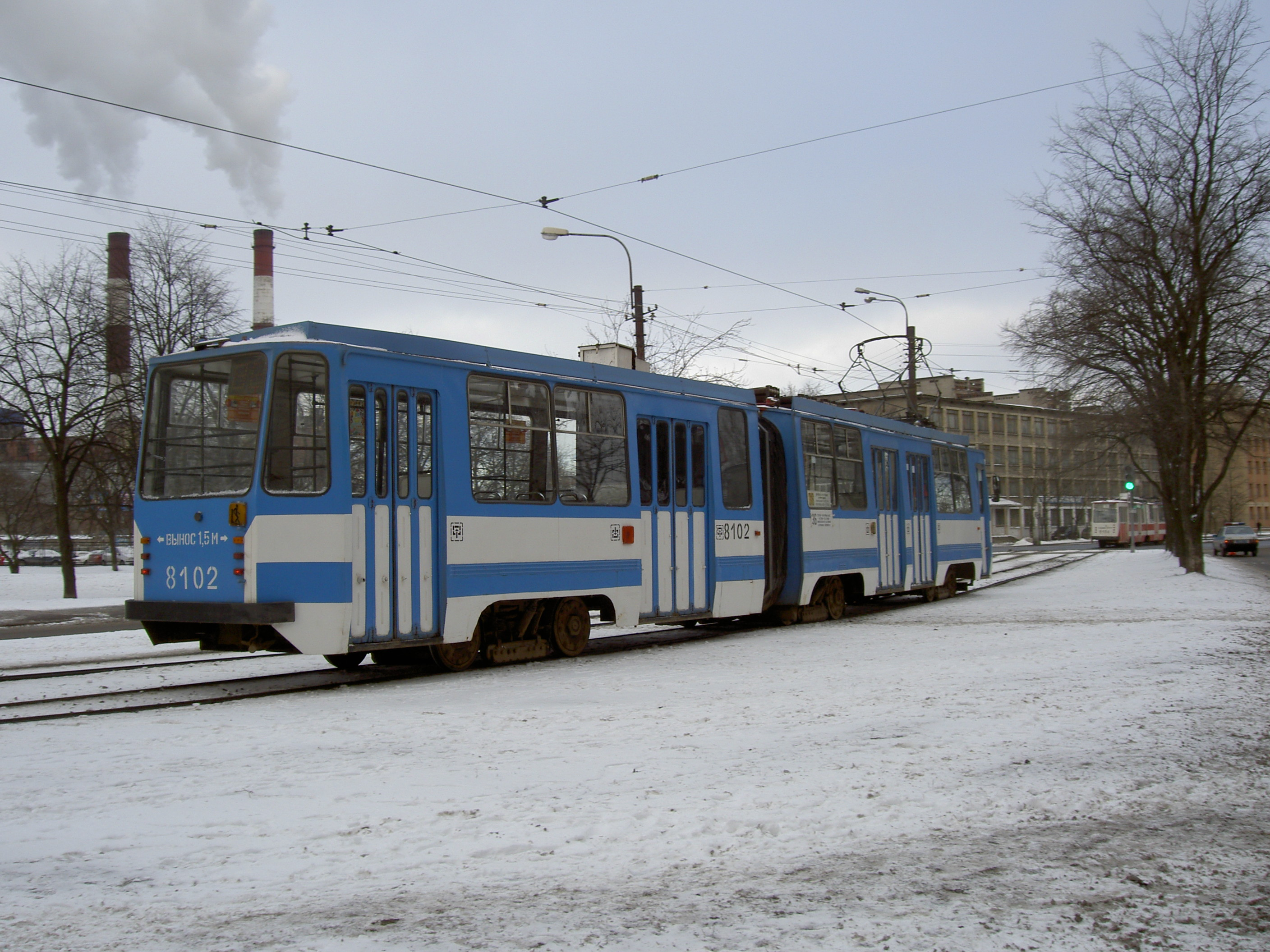
Трамвайний вагон ЛВС-97К в Петербурзі
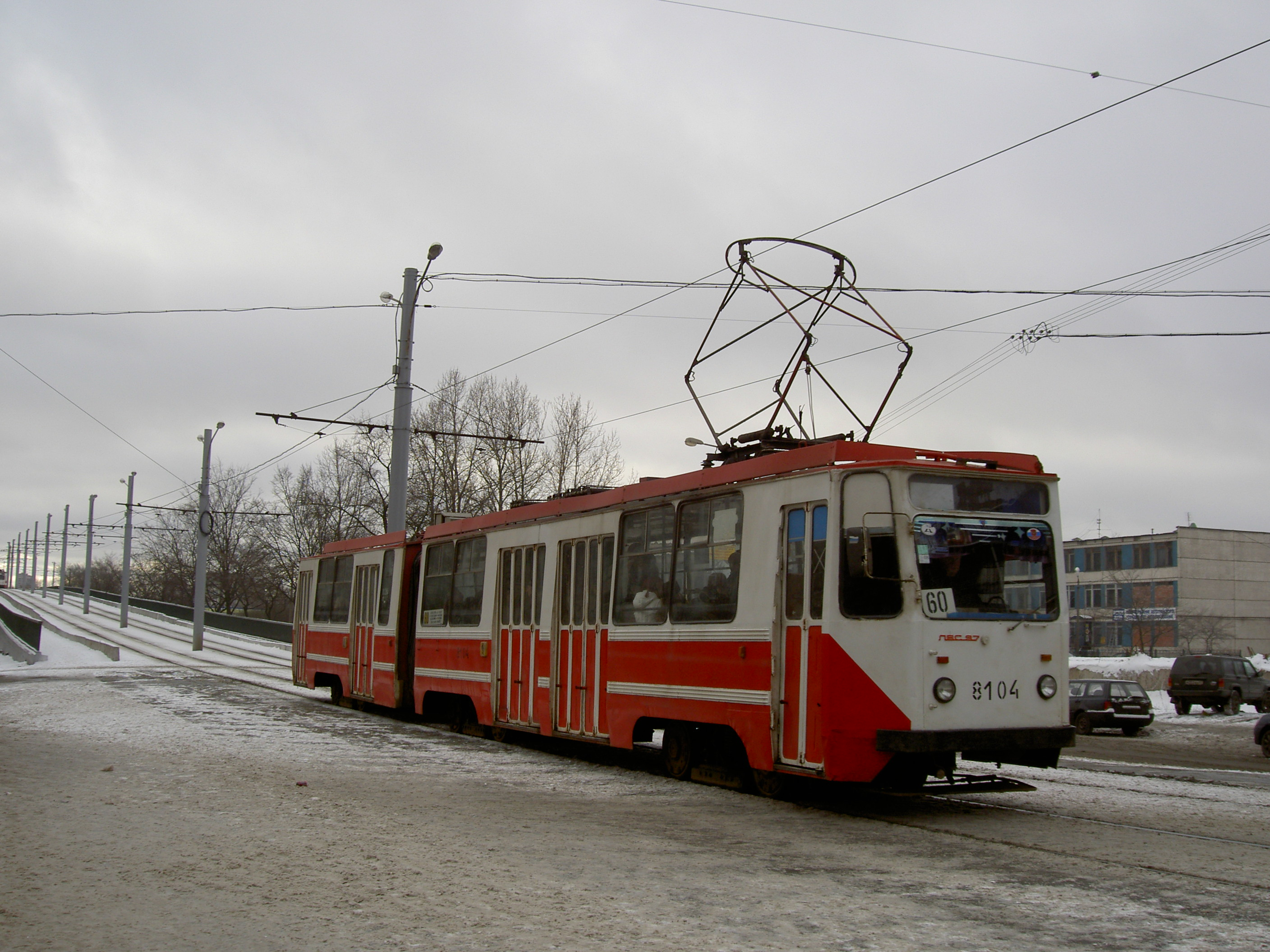
Трамвайний вагон ЛВС-97К в Петербурзі
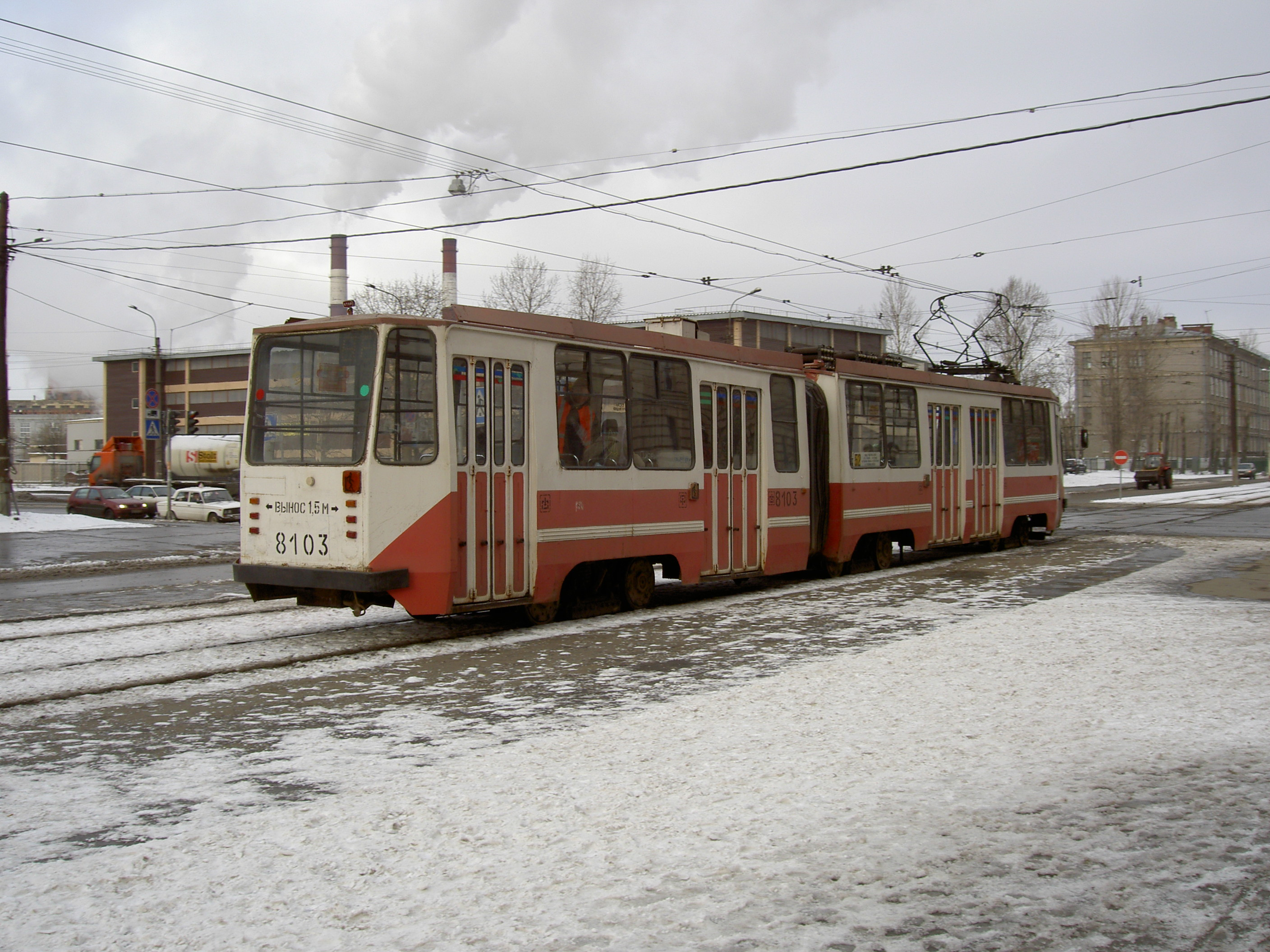
Трамвайний вагон ЛВС-97К в Петербурзі
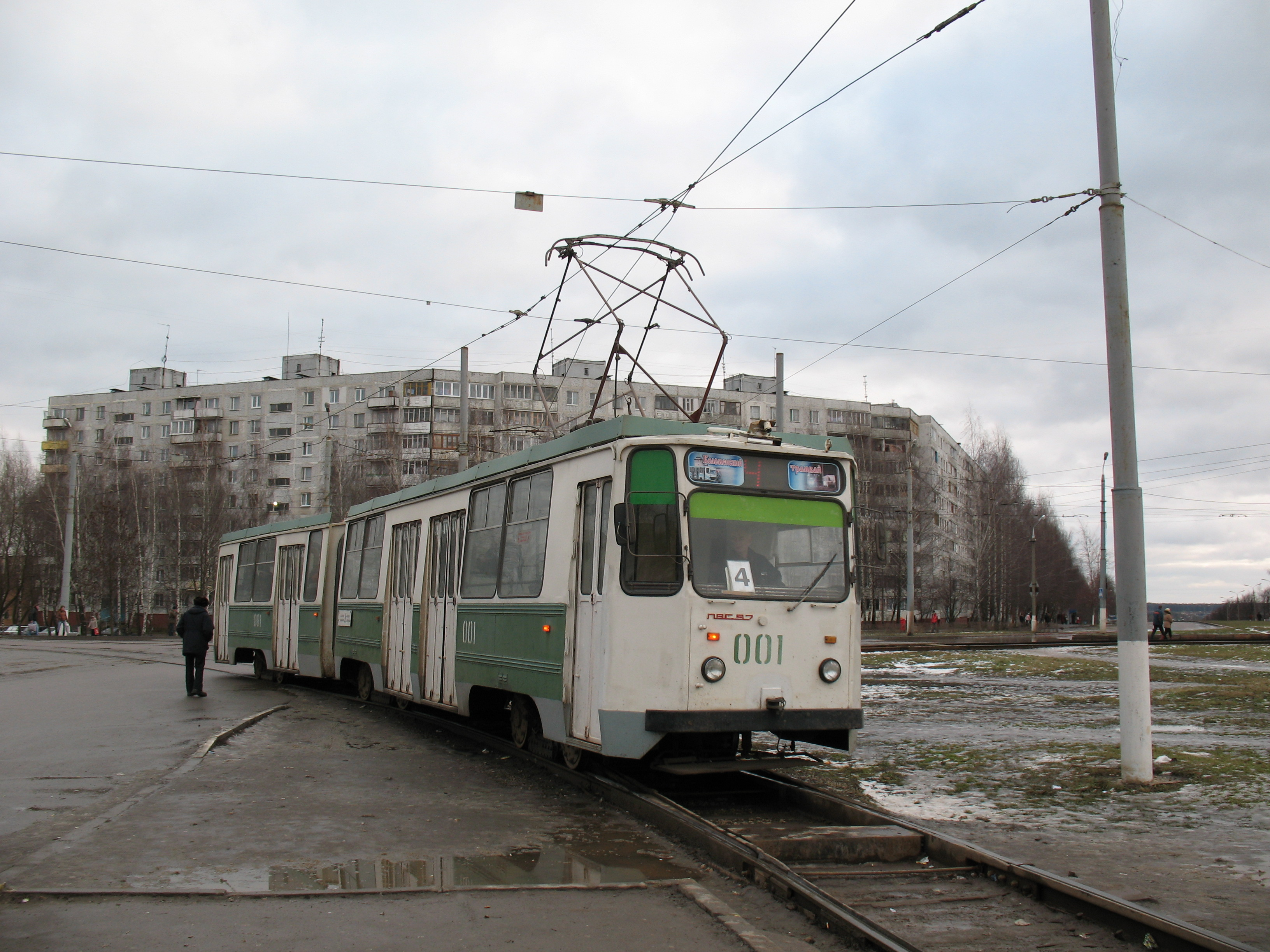
Трамвайний вагон ЛВС-97К (71-14701) випуску 1998 року в Коломні
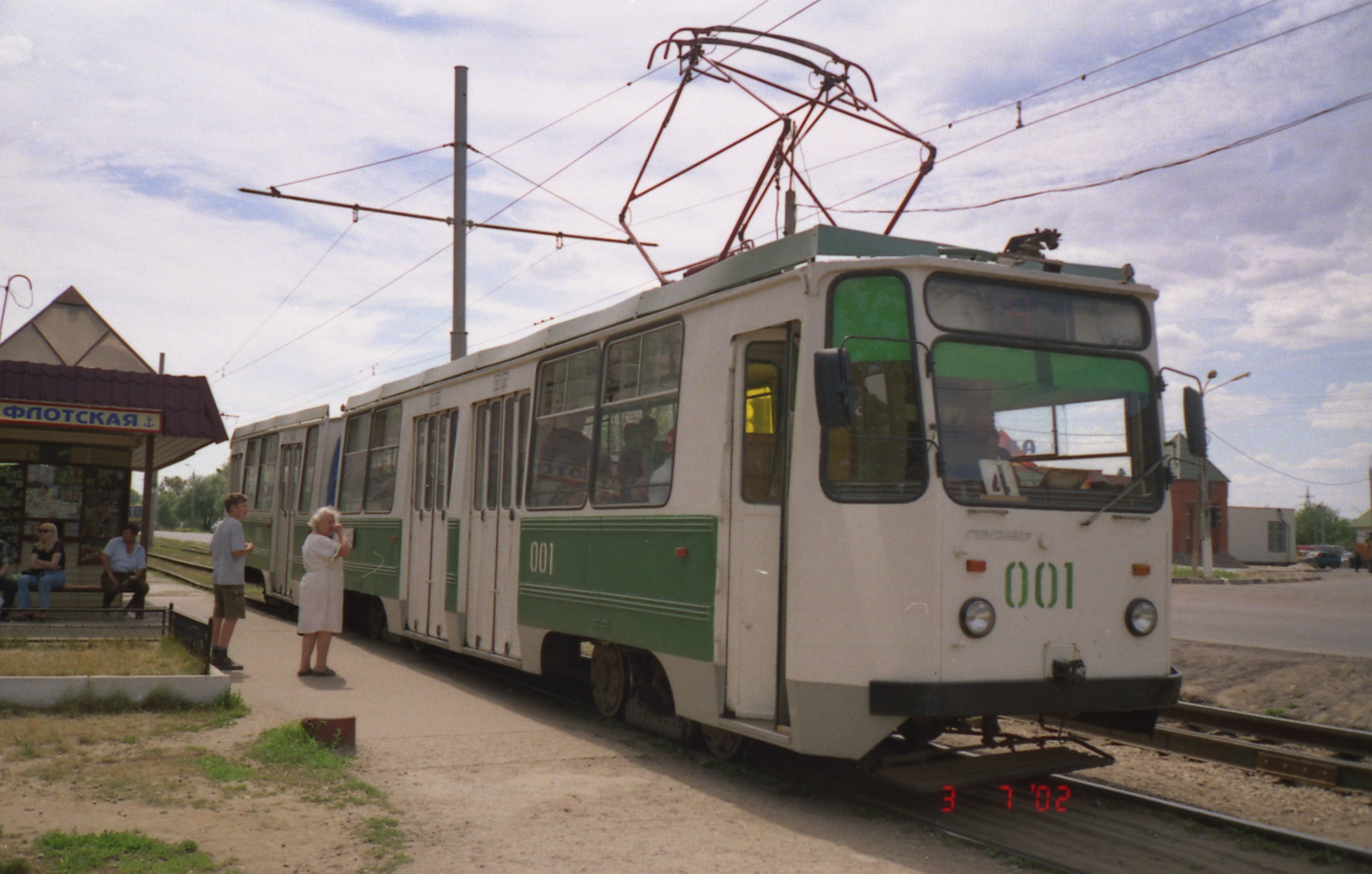
Трамвайний вагон ЛВС-97К (71-14701) випуску 1998 року в Коломні